# Joan Marcus
Joan Marcus (Pittsburgh, 1953) è una fotografa statunitense.

## Biografia
Nata a Pittsburgh, Joan Marcus ha studiato all'Università di Georgetown. Nota soprattutto come fotografa di scena, nel corso della sua carriera ha fotografato oltre cinquecento allestimenti di opere di prosa e musical in tutti gli Stati Uniti. In particolare, dal 1986 Marcus ha lavorato frequentemente a Broadway, scattando le fotografie ufficiali di oltre cento opere teatrali, tra cui i musical Wicked, The Book of Mormon e The Lion King. Considerata una delle maggiori fotografe del panorama di Broadway, nel 2014 è stata insignita di uno speciale Tony Award.
È sposata con l'agente Adrian Bryan-Brown.